# Knut Bohlin
Knut Harald Bohlin, född 31 augusti 1869 i Stockholm, död 24 juli 1956 på Torö, Nynäshamn, var en svensk botanist och skolman.
Bohlin blev filosofie doktor 1901, och samma år docent i botanik vid Stockholms högskola samt lektor i biologi och kemi, samt rektor vid Nya elementarskolan 1914. Bohlin företog vetenskapliga resor till bland annat Azorerna och besökte för studier av pedagogiska och skolorganisatoriska frågor de flera europeiska länder. Hans vetenskapligt botaniska forskning berör huvudsakligen de mikroskopiska sötvattensalgerna, särskilt grönalgernas utvecklingshistoria, biologi och fylogeni. Bohlin utgav även arbeten över de högre växternas morfologi och fysiologi. Som skolman biträdde han vid utredningar angående gymnasiets omorganisation, vid utarbetandet av undervisningsplan i biologi och kemi för de högre allmänna läroverken, och i ett flertal skrifter behandlat pedagogiska spörsmål såsom lärarutbildningen och undervisningens ordnande, samt författade läroböcker i biologi och kemi.